# Friedrich-Ludwig-Jahn-Schule
Nach Friedrich Ludwig Jahn (1778–1852) wurden folgende Schulen (gleich welchen Schultyps, einschließlich Gymnasien) benannt:
- Bayern
  - Jahn-Grundschule Bad Tölz
  - Jahnschule Sulzbach-Rosenberg
- Berlin
  - Turnvater-Jahn-Grundschule in Berlin-Prenzlauer Berg, 2015 in Bötzow-Grundschule umbenannt
  - Friedrich-Ludwig-Jahn-Hauptschule, heute Graefe-Schule

- Brandenburg
  - Friedrich-Ludwig-Jahn-Gymnasium in Forst (Lausitz)
  - Friedrich-Ludwig-Jahn-Gymnasium in Kyritz
  - Friedrich-Ludwig-Jahn Oberschule und Friedrich-Ludwig-Jahn Grundschule in Luckenwalde
  - Sportschule Potsdam „Friedrich Ludwig Jahn“
  - Friedrich-Ludwig-Jahn-Grundschule Pritzwalk
  - Friedrich-Ludwig-Jahn-Gymnasium in Rathenow
  - Jahnschule Wittenberge
- Hamburg
  - Jahnschule in Hamburg-Harvestehude, 2001 umbenannt, heute Ida-Ehre-Schule
- Hessen
  - Jahnschule Hünfeld
  - Friedrich-Ludwig-Jahn-Grundschule in Wiesbaden
- Mecklenburg-Vorpommern
  - Friedrich-Ludwig-Jahn-Gymnasium in Greifswald
- Niedersachsen
  - Grundschule Jahnschule in Verden (Aller)
  - Jahnschule Diepholz, Hauptschule
  - Jahnschule (Delmenhorst)
- Sachsen
  - Friedrich-Ludwig-Jahn-Schule Görlitz
  - Friedrich-Ludwig-Jahn-Grundschule Annaberg-Buchholz, Ortsteil Frohnau (vormals Polytechnische Oberschule, geschlossen 2002)
- Sachsen-Anhalt
  - Friedrich-Ludwig-Jahn-Gymnasium in Haldensleben, umbenannt zu Professor-Friedrich-Förster-Gymnasium
  - Friedrich Ludwig Jahn Grundschule Freyburg
  - Friedrich-Ludwig-Jahn Grundschule Leuna
  - Friedrich-Ludwig-Jahn-Gymnasium in Salzwedel
- Thüringen:
  - Friedrich-Ludwig-Jahn-Gymnasium in Großengottern
  - Staatliche Regelschule „Friedrich Ludwig Jahn“ Kölleda (Jahnschule)